# Neochactas mottai
Espèce
Synonymes
- Auyantepuia mottai Lourenço & Araujo, 2004

Neochactas mottai est une espèce de scorpions de la famille des Chactidae.

## Distribution
Cette espèce est endémique de l'État d'Amazonas au Brésil. Elle se rencontre vers Manaus.

## Description
La femelle holotype mesure 24,2 mm.

## Systématique et taxinomie
Cette espèce a été décrite sous le protonyme Auyantepuia mottai par González-Sponga en 2004. Elle est placée dans le genre Neochactas par Soleglad et Fet en 2005.

## Étymologie
Cette espèce est nommée en l'honneur de Paulo César Motta.

## Publication originale
- Lourenço & Araújo, 2004 : Nouvelles considérations sur le genre Auyantepuia Gonzalez-Sponga (Scorpiones, Chactidae) et description d’une nouvelle espèce pour la région de Manaus, en Amazonie brésilienne. Acta Biologica Paranaense, vol. 33, n. 1/4, p. 1-11 (texte intégral).